# 喻四歸定
喻四歸定為曾運乾所提出之漢語音韻學概念，即上古漢語沒有喻四(j)這個聲母，它可歸為部分定母(l>d)。曾運乾在《喻母古讀考》中認為：“喻於二母（近人分喻母三等為于母）本非影母濁聲：于母古隸牙聲匣母，喻母古隸舌聲定母。”相較喻三歸匣，喻四归定的结论未被大多数学者接受。
| 上古音類 僅列無來r介音 | 上古音類 僅列無來r介音 | 全清          | 次清            | 全濁                   | 全濁              | 鼻           | 喉塞音與閃音 |
| 上古音類 僅列無來r介音 | 上古音類 僅列無來r介音 | 全清          | 次清            | 他                     | 上古合口 中後元音 | 次濁         | 喉塞音與閃音 |
| ---------------------- | ---------------------- | ------------- | --------------- | ---------------------- | ----------------- | ------------ | ------------ |
| 牙音                   | III                    | 見 kʲ         | 溪 kʰʲ          | 羣 gʲ                  | 羣 gʲ             | 疑 ŋʲ        | -            |
| 牙音                   | ˁ                      | 見 k̠          | 溪 k̠ʰ           | 匣 ɦ̟                   | 匣 ɦ̟              | 疑 ŋ         | -            |
| 小舌                   | ˁ                      | 影 ʔ          | 曉 x̠            | 匣 ɦ̟                   | 匣 ɦ̟              | -            | 影 ʔ         |
| 小舌                   | III                    | 影 ʔʲ         | 曉 x̠ʲ           | 喻四 ɦʲ 喻四 ɦʲ (澄 ɖ) | ɦʲʷ               | -            | 影 ʔʲ        |
| 邊音                   | III                    | 書 ɕ (徹 ʈʰ)  | 書 ɕ (徹 ʈʰ)    | 喻四 ɦʲ 喻四 ɦʲ (澄 ɖ) | -                 | -            | -            |
| 邊音                   | ˁ                      | 透 tʰ (徹 ʈʰ) | 透 tʰ (徹 ʈʰ)   | 定 d (澄 ɖ)            | -                 | -            | -            |
| 舌音                   | ˁ                      | 端 t (知 ʈ)   | 透 tʰ (徹 ʈʰ)   | 定 d (澄 ɖ)            | -                 | 泥 n (娘 ɳ)  | 來 l         |
| 舌音                   | III                    | 章 tɕ (知 ʈʲ) | 昌 tɕʰ (徹 ʈʰʲ) | 常（禪） dʑ (澄 ɖʲ)    | -                 | 日 ȵ (娘 ɳʲ) | 來 l         |

## 例證
- 古讀余（喻四母）如荼，《易·困》‘來徐徐’，《釋文》‘子夏作荼荼，翟同，音圖，王肅作余余。’按：荼，宅加切，澄母，又同都切，定母。澄定二母古音非類隔也。
- 《木蘭辭》：“不聞機杼聲，唯聞女嘆息。”呂叔湘《中國文法要略》：“但、特、惟等字，也都是‘只是’的意思。”“但”“特”的古聲母都是d，“惟”的古聲母是j即喻紐四等字。

## 現代構擬
儘管大多數上古構擬中，*l均流入定母、以母（喻四）等眾多中古聲母（對應清音入透母、書母，複輔音複雜），但仍有大量以母（喻四）來源於進入中古三等的古開口*ɢ（甚至三等無r音*ɢʷi和*ɢʷi在前元音的催化下也進入以母），與進入云母（喻三，大部分合口或帶圓脣主元音）的古合口*ɢʷ以及進入匣母（一二四等）的*ɢ同源。卽部分喻四歸定部分喻四歸喻三匣，只不過以母輔音最先脫落成半元音（中古早期已完成像半元音*/j-/的演變但仍區別於零聲母影母三等*/ʔj-/，在今天除寧波、台州、溫州等沿海方言外的吳語（不含徽語）大部分地區中仍保有輔音[ɦ]而非半元音），然後是云母（在現代大部分吳語中大部分字、閩語白讀中少數字中仍保有輔音而非半元音），最後是匣母合口（在除粵語外大多現代方言中仍保有輔音而非半元音）。坊間有將歸匣以母稱作「假喻四眞喻三」的習慣，然而儘管歸匣喻四確實是假四等眞三等，大部分構擬中歸匣喻四和歸匣喻三上古時期存在開合口差異，二者不應等同。

## 影响
在閩語白讀音中，*ɢ類以母與雲母類似，少數字清化後[h]音被保留，但不系統；*l類與*ɢ類以母少數字清化後保留齒音z（精）或s（心）。因此在閩語白讀音存在齒音或[h]音的少數情況下可以此規則區分判斷歸定喻四和歸匣喻三，歸匣喻四不好判斷。
从古越南语漢越音开始喻四即為/ð/音，国语字用d来表示（此外也表示明母重纽四等），而随着时间的推移，这个音北部变成了/z/，南部变成了/j/。另外，国语字中/d/音则用含有横线的đ来表示。

## 類似現象
- 西班牙語「讀ye主義」